# The Blues Brothers Band Live in Montreux
The Blues Brothers Band Live in Montreux – album wydany przez Blues Brothers Band w 1990 roku. Materiał został zarejestrowany w czasie koncertu w Montreux.

## Lista utworów
1. Hold On, I'm Comin'
2. In the Midnight Hour
3. She Caught The Katy
4. The Thrill Is Gone
5. Can't Turn You Loose
6. Sweet Home Chicago
7. Knock on Wood
8. Raise Your Hand
9. Peter Gunn Theme
10. Soul Finger
11. Hey Bartender
12. Soul Man
13. Everybody Needs Somebody to Love
14. Green Onions